# Eleanor Sharpston
Eleanor Sharpston KC (* 1955) ist eine britische Juristin. Von 2006 bis zu ihrem vorzeitigen Ausscheiden wegen des Brexit im Jahr 2020 war sie Generalanwältin am Gerichtshof der Europäischen Union in Luxemburg.

## Leben
Sharpston wuchs in Brasilien und Kontinentaleuropa auf und studierte anschließend von 1973 bis 1977 Wirtschaftswissenschaften, Sprachen und Rechtswissenschaften am King’s College der University of Cambridge. 1977 ging sie an das Corpus Christi College der University of Oxford, wo sie bis 1980 interdisziplinär im Bereich der Wirtschafts- und Rechtswissenschaften forschte und lehrte. 1980 wurde sie in der Anwaltskammer Middle Temple als Barrister zugelassen und praktizierte in dieser Funktion von 1980 bis 1987 in Brüssel und von 1990 bis 2005 in London. Zwischenzeitlich war sie von 1987 bis 1990 Rechtsreferentin von Gordon Slynn, Baron Slynn of Hadley, der zunächst als Generalanwalt und ab 1988 als Richter am Europäischen Gerichtshof wirkte.
Daneben blieb Sharpston auch der akademischen Laufbahn verbunden. So lehrte sie von 1990 bis 1992 als Dozentin für Europarecht und Rechtsvergleichung am University College London und von 1992 bis 2005 an der University of Cambridge. Sie ist seit 1992 Fellow des King’s College und war von 1998 bis 2005 Senior Research Fellow am Centre for European Legal Studies der University of Cambridge. Sharpston ist Mitglied der Rechtsanwaltskammern von Irland und Gibraltar.
Von 2006 bis 2020 bekleidete sie das Amt einer Generalanwältin am Europäischen Gerichtshof.
2019 wurde Sharpston als Ehrenmitglied in die British Academy gewählt.
Sharpston klagte gegen die Entscheidung des Präsidenten des Gerichtshofs vom 31. Januar 2020, ihren Posten als Generalanwältin für vakant zu erklären und das Verfahren zur Ernennung eines Nachfolgers einzuleiten. Das Europäische Gericht wies die Klage als unzulässig ab.

## Veröffentlichungen (Auswahl)
- Interim and substantive relief in claims under community law. Butterworths, London 1993, ISBN 0-406-00619-9.
- Different but (almost) equal: the development of free movement rights under EU association, co-operation and accession agreements. In: Mark Hoskins, William Robinson (Hrsg.): A true European: Essays for Judge David Edward. Hart, Oxford 2003, ISBN 1-84113-447-3, S. 233–245.
- An impressive level of scrutiny: appearing before the EFTA Court in two early cases. In: Mario Monti u. a. (Hrsg.): Economic law and justice in times of globalisation: Festschrift for Carl Baudenbacher. Nomos, Baden-Baden 2007, ISBN 978-3-8329-2875-9, S. 243–252.